# Konon von Bidana
Konon von Bidana oder Konon der Isaurer, lateinisch Conon, (* im 2. oder 3. Jahrhundert; † im 3. oder 4. Jahrhundert) war ein frühchristlicher Märtyrer. Er wird vor allem in den orthodoxen Kirchen als Heiliger verehrt. Sein Gedenktag ist der 5. März.

## Leben
Konon wurde im 2. oder 3. Jahrhundert im Dorf Bidana bei der Stadt Isaura geboren. Seine Eltern Nada und Nestor verlobten ihn mit einer Frau namens Anna. Noch vor der Hochzeit ließ Konon sich taufen. In der Hochzeitsnacht überzeugte er Anna, eine keusche Ehe zu führen. Erst Jahre später, nachdem seine Verwandten gestorben waren, trat Konon als christlicher Wundertäter hervor.
Sechs von Konons Wundern werden in seiner Heiligenvita erzählt. Das spektakulärste Wunder ist zugleich das erste: Als die Bewohner der Stadt Isaura den Geburtstag ihres Stadtgottes Apollon begehen wollen, hält Konon sie auf und versucht sie von der christlichen Botschaft zu überzeugen. Nach sehr vielen Wendungen bringt er später in einer Höhle das Apollon-Standbild dazu, herabzustürzen und mit menschlicher Stimme seine Schwäche zu bekennen. Dieser Tag wird seitdem als Feiertag des Konon mit einem großen Fackelzug begangen. Die übrigen Wundererzählungen berichten etwa, dass Konon böse Dämonen zu Landwirten macht oder das Kind einer armen Witwe vor einem Wolf rettet.
Als der Statthalter in Ikonion in die Region kommt, um Christen zu ergreifen, wird ihm Konon genannt. Konon wird in Bidana verhaftet, der Statthalter macht ihm den Prozess. Da Konon sich nicht von seinem Glauben lossagen will, wird er gefoltert. Als die Bewohner der Stadt Isaura davon hören, greifen sie zu den Waffen und vertreiben den Statthalter mitsamt seinen Truppen. Konon überlebt schwer verletzt. Er stirbt erst zwei Jahre später in Frieden.
Konon von Bidana wird sehr häufig mit anderen gleichnamigen Heiligen verwechselt, vor allem mit Konon von Magydos/Perge und Konon von Ikonion.

## Verehrung und Ikonographie
Konon wurde vor allem in seiner Heimatregion rund um die Stadt Isaura verehrt. Sein Geburtsdorf Bidana ist von Kaiser Leon II. sogar zur Stadt Leontopolis erhoben worden (das bezeugt ein im Codex Justinianus erhaltenes Gesetz). Im Rauhen Kilikien finden sich viele Spuren seiner Verehrung vor allem auf Inschriften. Ein Fresko in einer kappadokischen Höhlenkirche des 10. Jahrhunderts zeigt Konon im Brustbild. Einzelne Funde stammen aber auch aus entfernteren Regionen wie zum Beispiel Ägypten.
Konon ist unter seinem italienischen Namen Cono il taumaturgo Patron der italienischen Gemeinde Castelcivita im Cilento. Dorthin kam sein Kult über griechische Basilianermönche im 9. Jahrhundert.

## Quelle
- Philipp Pilhofer (Hrsg.): Das Martyrium des Konon von Bidana in Isaurien. Einleitung, Text und Übersetzung (= Texte und Untersuchungen zur Geschichte der altchristlichen Literatur. Band 188). De Gruyter, Berlin/Boston 2020, ISBN 978-3-11-064105-9 (Digitalisat).
  - danach Heiligenvita des Konon von Bidana (digitale Edition des Textes auf Griechisch und Deutsch), herausgegeben von Philipp Pilhofer, Patristic Text Archive 2024